# 赵洵
赵洵（1917年—1988年）女，满族，今吉林省吉林市乌拉街人。笔名杜克展，中华人民共和国俄语专家、作家。

## 生平
赵洵生于吉林一个富裕的满族家庭。祖上是清朝世袭二品贡官。父亲曾在日本留学，后在吉林一家钱号（银行）工作。赵洵14岁参与抗日活动。1931年考入哈尔滨工业大学预科。在校期间，结识了高年级参加抗日的同学任震英，赵洵还参加了学生会工作，帮忙抄写抗日油印刊物《玫瑰》。1933年，赵洵参加抗日大同盟。同时期，赵洵参加了学生会剧团，出演话剧《苏州夜话》、《湖上的悲剧》、《南归》等。萧军看过赵洵饰演的卖花女之后，感动到流泪。赵洵曾经访问萧红，多次和萧军见面。
因为演剧，赵洵结识了导演即未来的丈夫黄一然。黄一然原来在北平剧联任职，赴苏联学习途经哈尔滨时，应邀任剧团导演。黄一然在说戏时向演员宣传抗日，并介绍《共产党宣言》等图书的内容。赵洵回忆说：“听了他的讲解，好像一扇窗户打开了。”1934年，赵洵参加中国共青团，同年转为中国共产党党员。
此后，赵洵不再从事公开的群众工作，转任地下交通员，经常在冯仲云等人住所以及抗联各联络点之间传递消息。赵洵回忆说：“我参加革命第一件事是经济上帮助党。”因为家庭富裕，所以宿费全部由家里供应，家里每年还给赵洵200多元压岁钱，赵洵每年还有860元奖学金。赵洵生活节省，把省下的钱全部交给中共党组织作为活动经费。韩光受重伤住院时的费用中，便有赵洵的资助。当时赵洵住在铁路职员彼廖兹金夫妇家，活动方便，顺利为抗联筹集到药品及生活用品。
1935年5月，因转移文件泄密，中共党组织包括哈尔滨工业大学地下党组织受到严重破坏。赵洵也要转移。父亲让赵洵留学法国，被她拒绝，她决不离开抗日战场。
1936年，赵洵经北平到上海，在上海塔斯社的《中国导报》任翻译。日军占领上海后，赵洵赴晋察冀边区，任晋察冀华北联合大学教师。1944年春，赵洵来到延安，任延安鲁艺研究员。1945年3月11日，赵洵在延安再次见到了萧军，萧军1940年就来到了延安。
抗日战争胜利后，1946年，赵洵和丈夫黄一然一起回到中国东北。赵洵最早到的是北安省，在北安省委、省政府担任机要秘书。后来被调到哈尔滨的东北民主联军总司令部参加筹备外国语学校复校工作。1946年11月，东北民主联军总司令部附设外国语学校成立。1949年1月，更名为哈尔滨外国语专门学校，1950年赵洵升任副校长。1953年1月，更名为哈尔滨外国语专科学校。1956年6月，更名为哈尔滨外国语学院。党委书记兼代院长是王季愚，副院长是赵洵。这两位女性校领导经历了1956年发生的该校罢课事件。1958年8月，在哈尔滨外国语学院基础上成立了黑龙江大学。此前，赵洵已离开该校。
1962年，赵洵研究生毕业于莫斯科大学语文系。回国后，任中国科学院语言研究所副所长。
文化大革命期间，中国科学院语言研究所副所长赵洵和丈夫黄一然被卷入“李立三特务集团案”。文革结束，中共十一届三中全会后，在文革中受迫害很深的赵洵、林利等该案受害者都支持李立三的遗孀李莎争取彻底为该案平反，并建议再次递信给胡耀邦。1979年12月，此案最终彻底平反。
赵洵后出任中国社会科学院苏联东欧研究所副所长。1988年，赵洵逝世。

## 著作
1936年开始发表作品。1988年加入中国作家协会。主要著作有：
- 诗集：《夏夜集》
- 译著：《苏联百科辞典》（主译审）
- 译著：《致友人的二十封信》
- 译著：《同斯大林的谈话》
- 译著：长篇小说《静静的顿河》（第二、三部，合译）
- 译著：《故园》
- 译著：《贵族之家》
- 译著：长篇小说《钢铁是怎样炼成的》，获鲁迅文学奖。[2]